# 阿纳姆战役
阿納姆戰役（Battle of Arnhem）是1944年9月17日至9月26日盟军与纳粹德国在荷兰的阿納姆市及其周围进行的一场战役，它是市场花园行动的一部分。此战普遍公认是1944年二战欧战盟军损失最多兵员德军大胜的战役，导致實際擊敗納粹的時間比原本預計的推遲了五个月。
在这场战役中，英国与波兰的空降部队始终无法夺取纳粹德国控制的「阿納姆大桥」，英国陆军第30军也无法推进到阿納姆大桥，最后英国与波兰的空降部队被迫强行突围，战役结束时英国与波兰军队有1984人阵亡，6854人被俘，纳粹德国方面则有1300人阵亡，2000人受伤。
这场战役，事隔多年由作家撰寫成小說并於1974年出版，1977年被拍成了同名电影。

## 背景

### 同盟国方面
1944年6月6日，盟军发动霸王行动，成功登陆诺曼底，随后蒙哥马利元帅策划了市场花园行动，计划让大规模的兵力跳过纳粹德国的齐格菲防线，从阿納姆到艾瑟尔湖（荷蘭語：IJsselmeer）对德国国防军陆军第15集团军形成包围，如果行动成功，盟军可以挺近纳粹德国腹地，提早击败纳粹德国。
同盟国计划让美国陆军的第101空降师降落在英国第30军的北方，占领索昂地区埃克霍茵西北方的桥梁以及费赫尔桥，美国陆军的第82空降师降落在英国陆军第30军的东北方，攻占赫拉佛以及奈梅亨大桥，罗伊·厄克特少将的英国第1空降师以及波兰第1独立傘降旅降落在英国第30军北边的阿納姆，阿納姆是这3个师的计划降落地点中离英国第30军最远的地区，同时也是英国第30军行进的终点站。
英国陆军第1空降师与波兰陆军第1独立空降旅必须占领位于阿納姆的公路桥和位于欧斯特贝克的铁路桥，否则后续部队无法通过下莱茵河。

### 纳粹德国方面
1944年9月1日，格特·冯·伦德施泰特重新出任德国西线总司令，格特·冯·伦德施泰特根据纳粹德国的间谍搜集到的情报判定盟军60个步兵师攻至，据此数据基础，格特·冯·伦德施泰特制定了作战计划，将给盟军迎头痛击。
与此同时，3000名空降猎兵也被调到阿尔伯特运河进行防御任务，3000位德国空降猎兵像发疯似的沿着运河南岸日夜赶构建防御工事，他们还不得不背负破坏大桥古迹的指责炸掉了数条通往首都柏林的桥以便阻滞盟军的攻势。
德国国防军第85步兵师和第719步兵师也加入了防御，格特·冯·伦德施泰特还命令武装党卫队9霍亨斯陶芬装甲师在阿納姆市以北驻扎，武装党卫队第10弗伦茨堡装甲师则在阿納姆市区东边15公里地方驻扎。

## 9月17日

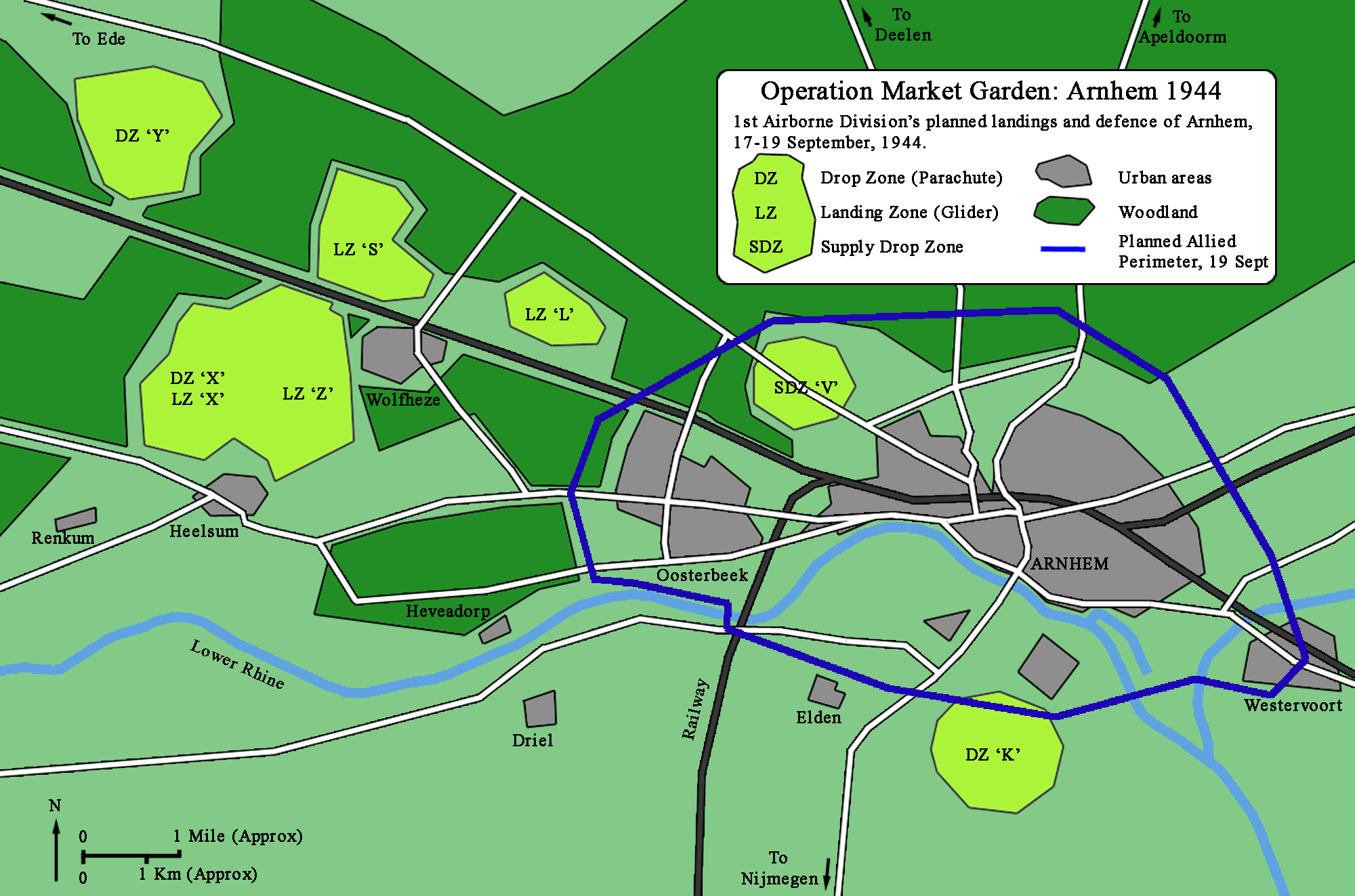
英军计划的空降区域与战斗区域

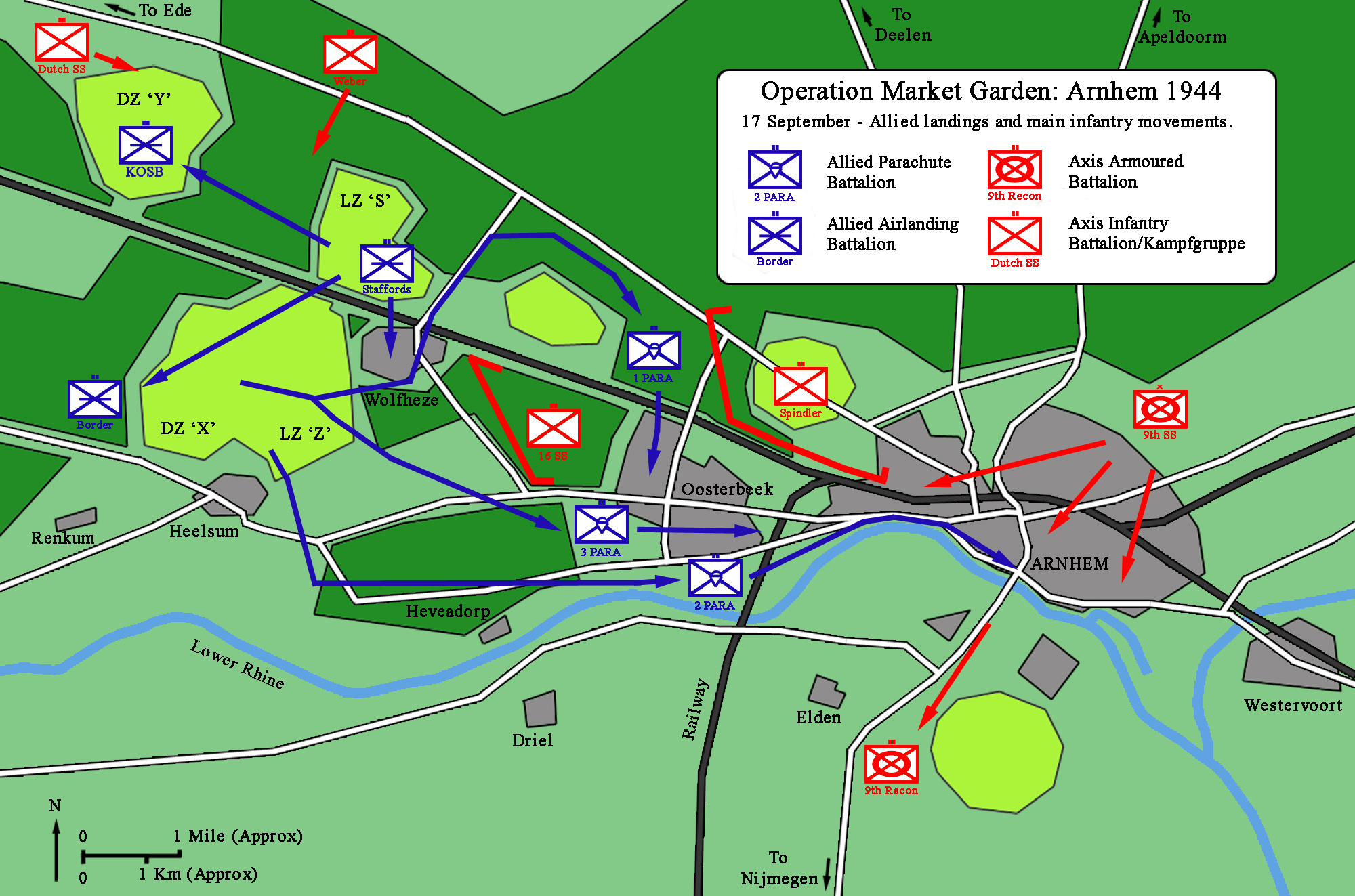
1944年9月17日时英国军队的部署

英国陆军第1空降师的第1批空降部队于13:30成功着陆，但是需留守一半兵力（第2空降旅）在降落区等待第2批空降部队降落，一半兵力（第1空降旅）前进，空降区据阿纳姆大桥约13公里，第1空降旅没走多远便遇上了德军，第1空降旅受到了德军猛烈攻击，在受困了几个小时后，第1空降旅第2营营长约翰·福洛斯特中校领军突破德军防卫，向南大幅前进并发现沿途无德军阻挠，到傍晚时他们抵达了阿纳姆大桥北边并在桥北布置防线阵地。第1旅其它营在还没到达阿纳姆大桥时由于天已黑决定就地扎营过夜，可是这一营后卫部队此时遭到德军突袭，入夜后还在战斗，第1空降旅第2营两次试图夺占阿纳姆大桥南边的尝试都失败了。
英国陆军第30军军长布赖恩·霍罗克斯要确定伞兵部队已经着陆了才下令第30军出发，14点15分，第30军的炮兵对其通向法尔肯斯瓦德的道路周围的一个8千米长、1.6千米宽的德国军队可能存在的区域进行了炮击，英国皇家空军也朝这个区域发射了火箭弹，14时35分时由爱尔兰近卫师领头，第30军开始出发，15点时爱尔兰近卫师进入了荷兰境内，遭到了反坦克炮的攻击，经过激烈的战斗，第30军扫清了阻碍的德军。晚上时法尔肯斯瓦德被第30军占领。在法尔肯斯瓦德，第30军的工兵用在12小时内建起了一座倍力桥。

## 9月18日

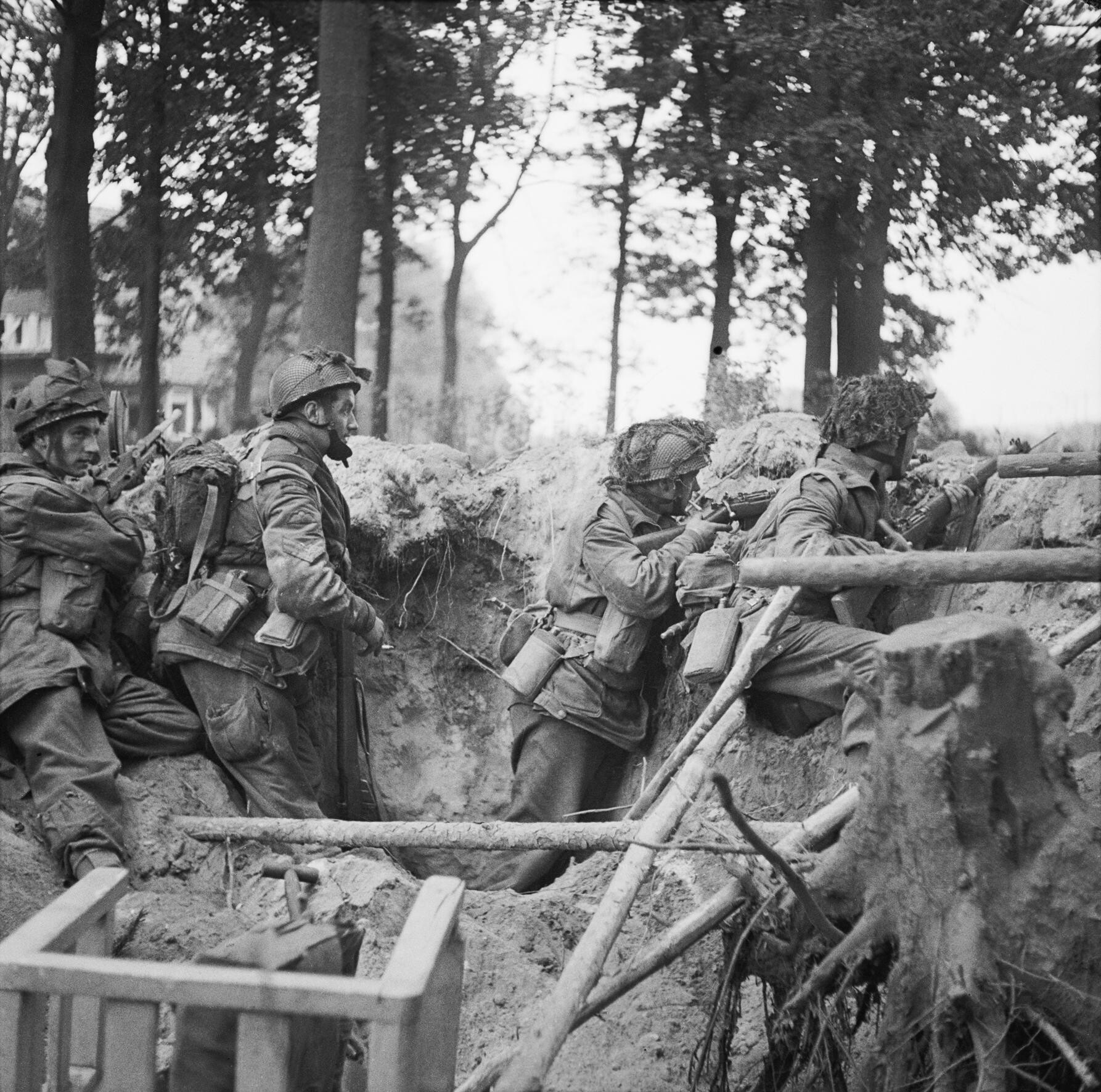
在阿纳姆作战的英军第1空降旅

这一天由于浓雾延误，英国的第2次空降延误了一段时间，英国陆军第4空降旅（10营、11营、156营）与英国陆军南斯塔福团第2营的C、D两个连成功降落，虽然这些部队在降落区遭遇了强大火力攻击，但仍保持了完整战力。

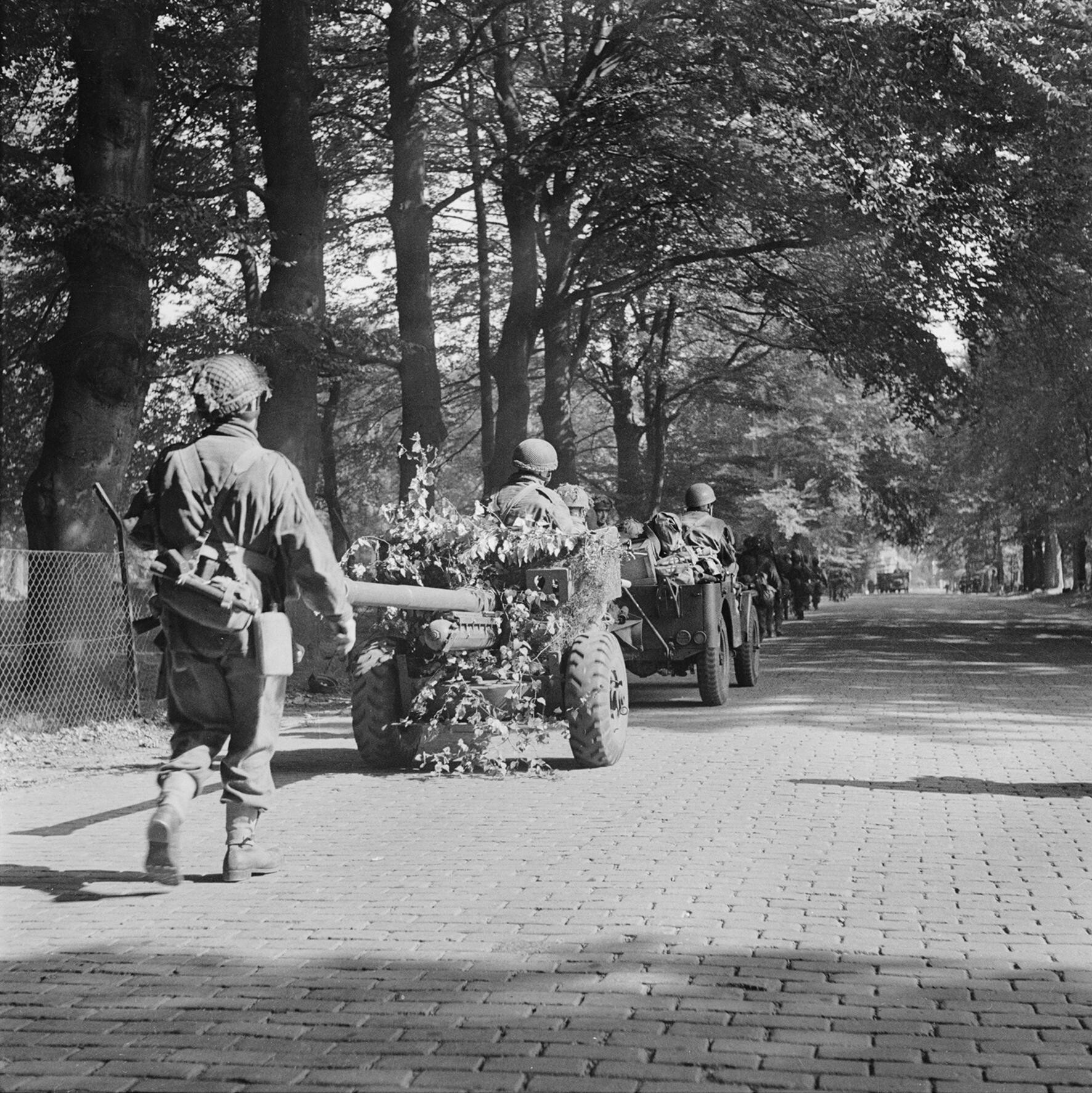
9月18日时南斯塔福团第2营士兵正在朝阿纳姆开进

控制阿纳姆大桥南端的武装党卫队9霍亨斯陶芬装甲师派出部队试图强行攻到北边去，却被英军击退，德军损失惨重，武装党卫队上尉营长彼得·格雷布内尔阵亡。
9月18日结束时，英国陆军第1空降旅的第1营与第3营抵达了阿纳姆市，散布在阿纳姆市半径大约为0.5英里的范围内，并且只剩下约200名士兵（是原编制的六分之一），大部份军官与士官已伤亡或被俘。

## 9月19日
黎明时，英国军队以第1空降旅第1营在前，南斯塔福团第2营的C、D二个连居左，第1空降旅第3营的残余兵力居中，第4空降旅11营殿后的顺序向阿纳姆大桥南端发动强攻，英国陆军第1空降旅第1营几乎全军覆灭，第3营立即补上，由于德军炮火的轰击，南斯塔福团第2营的C、D两个连却没跟上第1空降旅第1营，C、D两个连战到中午时仅存150人，第4空降旅11营在午后试图夺占高地然后以炮火压制南岸德军，却在登高时曝露行踪，遭到德军攻击导致伤亡，在第三次夺桥仍失败后，上述四个英军伞兵营（2000人）仅剩500余残兵，英军决定收缩集中兵力退至离桥北3英里（5公里）外的欧斯特贝克村。
第1空降旅第2营仍有600余官兵，驻扎在桥北岸的民房里，德军用迫击炮、大炮和坦克有次序的轰垮每一座民宅，当第2营的士兵不得已冲出外面时，就被德军步兵狙击，可是第2营就是不撤退。
英国第4空降旅刚刚在德军的攻击下撤走它们所驻扎的一个空降场不久，波兰第1独立空降旅就在此降落，占领这个降落场的纳粹德国武装党卫队向天攻击了这批波兰伞兵，1000多名波兰士兵当场阵亡。

## 9月20日
英国第1空降旅第2营在中午成功地拉上电话线与英国第1空降师联系上，得知英国第30军前进受阻。由于英军的空降场被德军占领，英军无法获得补给，英军的弹药、药物、食物、水都缺乏，英军要求停战2小时并将伤员交给德军治疗，德军答应了他们的要求，约翰·福洛斯特也在这批伤兵之中，腓特烈·歌赋接替了营长职位。

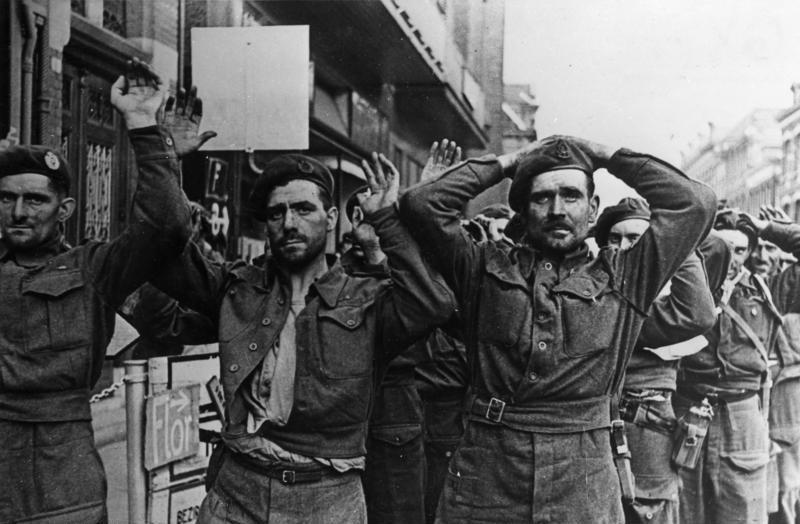
在阿纳姆战役中被德军俘虏的英军战俘

德军在战斗中赢得了桥北端控制权，德军甚至大方地允准英军救护兵运送英国第1空降旅伤员通过阿纳姆大桥南端德军阵地到更南方的英军医疗站救治。

## 9月21日
大约3,584名英国第1空降师的幸存者在欧斯特贝克防守以等待英国第30军的到来，他们受到了德军从各方向的进攻，在东南面，第1空降营、第3空降营、第11空降营、南斯塔福团第2营的残余在第1空降师炮兵的轻型火炮的帮助下击退了德军主要进攻，在北面，第7皇家苏格兰边防团最初被击退，但他们随后用刺刀发动反攻收复了失地并向南再推进了一点，第7皇家苏格兰边防团1营B连守卫的西南部高地上的一片地区被德军攻下，第7皇家苏格兰边防团1营B连被迫撤退，随后第1空降师落入十分险恶的境地，只控制大约700米的河岸区，但是该师仍拒绝投降。
在因为天气问题而推迟了两天之后，波蘭第1獨立降落旅终于在9月21日由美国陆军航空队的第61和第314运输大队的114架C-47飞机带到战场。该旅约有三分之二的部队降落在英国第1空降师对面的下莱茵河南岸，靠近一个名为迪尔的村庄处的一个新空降区。因为英国皇家空军的糟糕配合和德国空军的不断攻击，他们的补给品被空投在离他们足足9英里（15公里）远的地方。
最初打算利用渡船渡过河去增援英国第1空降师，但是他们很快就发现河对岸已经被德军所控制，而且渡船也不见了。渡船后来在下游的一个路桥后被发现，但是已经严重损毁，无法使用。因为无法达成增援英军的目标，波兰伞兵们在当日夜间撤回了迪尔村。而英国第1空降师在晚上与在步兵伴随下前进的英国陆军第30军直属第64炮兵旅取得了无线电联系，并获得了他们的火力支援。幸运的是，这次的无线电通信一直保持畅通，直到本次战役结束，第64炮兵旅为英国第1空降师提供了十分宝贵的火力支援。

## 9月22日

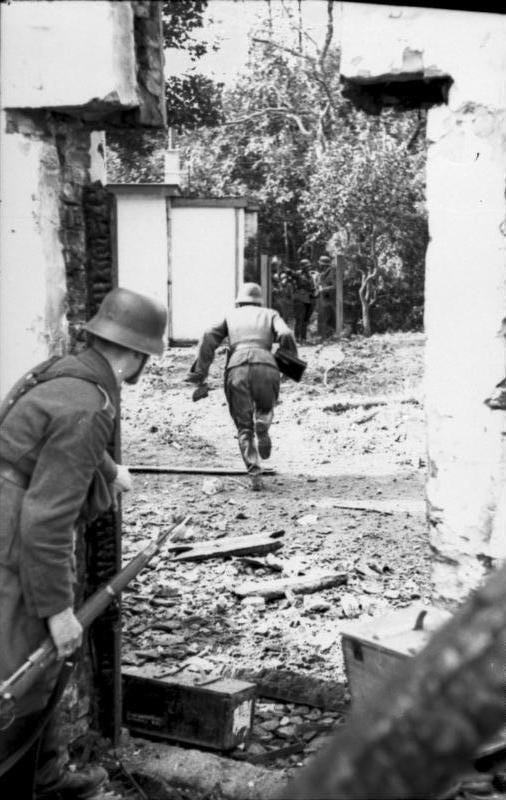
在欧斯特贝克地区作战的德军士兵

德军使用火炮和迫击炮对欧斯特贝克地区英国第1空降师的残余部队进行了攻击，瓦解了英国空降兵们的防御之后再派出小部队去一个个地区、一座座房子的争夺。因为担心在下莱茵河南岸波兰空降兵会试图重新夺回阿纳姆大桥甚至会切断通往南方的公路来并阻挡武装党卫队第10弗伦茨堡装甲师以及其他德军的增援，德军从欧斯特贝克的包围圈中抽调了约2400人，将他们调往河南岸的迪尔村对那里的波兰伞兵发起进攻，但是这支部队并未取得多少实质上的进展。

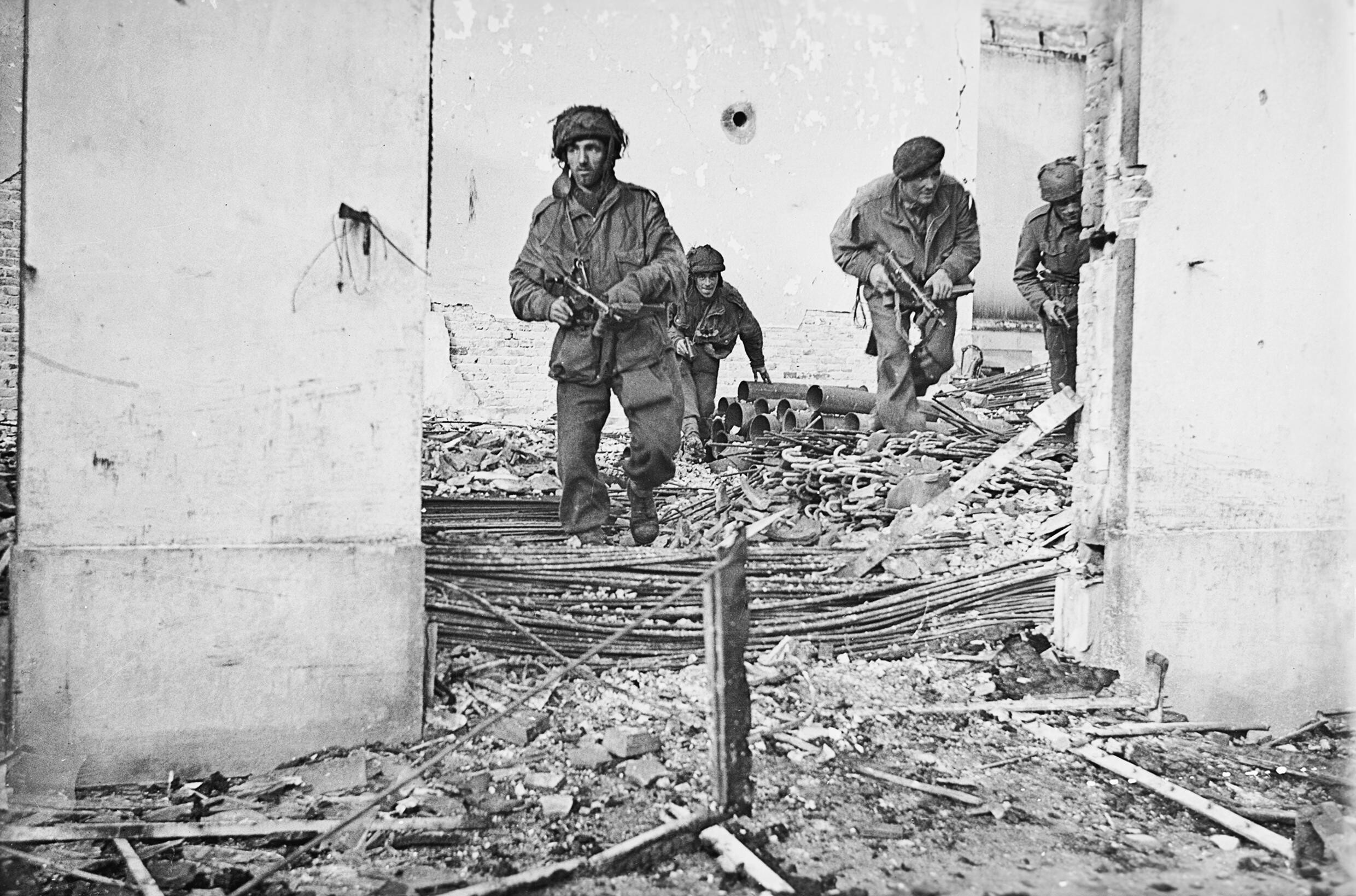
在欧斯特贝克地区作战的英国空降兵

由于雾的消散，试图凭借雾的掩护增援此处的英国陆军第43步兵师暴露在了德军的火力下。尽管如此，他们还是在夜间抵达了迪尔村。在当天夜里，因为缺乏渡河用的工具，波兰伞兵试图再次渡河的尝试失败了。英军和波兰伞兵部队里的工兵们分别在莱茵河的两岸努力了一整天试图在架起一座舟桥来打通这两支部队之间的联系，但是多次的尝试都因为舟桥被河水冲断而失败。这迫使波兰士兵只能在河水的强力冲击下缓慢的渡河，这次渡河活动被德军发现而受到了德军猛烈火力攻击，在黎明被迫取消行动时只有52名波兰第8空降连的士兵活着渡过了河。

## 9月23日
德军试图把英军赶离河岸边，英军则坚守河岸阵地，攻防的双方都受到了沉重的损失。德军同时也对河南岸的波兰军发起了进攻，试图消灭他们，但是英国陆军第30军下属的一批坦克及时的赶到了并挫败了德军的企图。加拿大部队所配备的冲锋舟和工兵也在本日抵达了，盟军在当天夜晚再次发起了渡河的尝试并将波兰第3伞兵营的150个士兵送过了莱茵河。
在南部的战场上，德军放弃了对69号公路的进一步攻击，但是他们仍然控制着这条公路。英国陆军第30军将下属精锐装甲师的一部派往南面12英里（19公里）处发起攻击以试图重新拿回公路的控制权。剩下的部队则被迫继续等着配属的步兵跟上来，尽管那些步兵们距离阿纳姆已经只有区区数英里而已。

## 9月24日
英军仍尝试以多塞特郡团第4营增援第1空降师，两个连被运送过下莱茵河，但是登陆的地点错误及多塞特郡团在数个德军预备好之阵地中间上岸，渡河的315名士兵中只有75人到达欧斯特贝克，其余的全部被俘。由于这次失败，盟军决定将第1空降师撤出下莱茵河北岸的桥头堡。

## 9月25日
英国陆军第1空降师在晚上10时才实施渡过下莱茵河撤退的命令。当离开他们的阵地时使用了前一天保守的策略，而德军派出了两个武装党卫队战斗大队发动攻击，最终突破了英军薄弱的防线。英国陆军第1空降师因而陷入非常危险的境地，但当德军深入英军战线后遇到了英军非常强有力的抵抗和英军第64炮兵旅的炮击，德军的攻势被阻止。
9月25日盟军撤退时，有300人在下莱茵河北岸向德军投降。其余部队在北岸的波兰第3伞兵营的掩护下渡过下莱茵河，在9月26日早上时共有2398人撤出，在下莱茵河北岸战斗的英国第1空降师及其它单位共大约10,600人中，共有1,485人阵亡及6,414人被俘，其中三分之一受伤。
在南面，刚到达的英国陆军第50步兵师攻击了德军控制的公路并在9月26日占领了它。

## 双方伤亡
| 盟军方面有2,984人阵亡，6,854人被俘。 \| \| 阵亡 或伤口恶化死亡 \| 被俘或失踪 \| 成功撤退 \| \| ------------------------- \| ------------------- \| ---------- \| -------- \| \| 英国第1空降师 \| 1,174 \| 5,903 \| 1,892 \| \| 英国滑翔机团 \| 219 \| 511 \| 532 \| \| 波兰第1独立空降旅 \| 1,092 \| 111 \| 486 \| \| 英国皇家空军 \| 368 \| 79 \| 无 \| \| 英国陆军皇家后勤团 \| 79 \| 44 \| 无 \| \| 美国陆军航空队第9运输部队 \| 27 \| 6 \| 无 \| \| 英国第30军 \| 25 \| 200 \| 无 \| \| 合计 \| 2,984 \| 6,854 \| 2,910 \| | 纳粹德国官方没有统计德军部队的伤亡情况，武装党卫队第9装甲师在1944年9月27日的一份报告里面说德军有3300人伤亡，其中1300人阵亡，2000人受伤，《Roll of Honour: Battle of Arnhem 17–26 September 1944, J.A. Hey of the Society of Friends of the Airborne Museum, Oosterbeek》一书认为有1725名德军士兵阵亡 :311。 |            |          |
| | 阵亡 或伤口恶化死亡 | 被俘或失踪 | 成功撤退 |
| 英国第1空降师 | 1,174 | 5,903      | 1,892    |
| 英国滑翔机团 | 219 | 511        | 532      |
| 波兰第1独立空降旅 | 1,092 | 111        | 486      |
| 英国皇家空军 | 368 | 79         | 无       |
| 英国陆军皇家后勤团 | 79 | 44         | 无       |
| 美国陆军航空队第9运输部队 | 27 | 6          | 无       |
| 英国第30军 | 25 | 200        | 无       |
| 合计 | 2,984 | 6,854      | 2,910    |

## 对文化影响
- 1945年，英国拍了一部名为《他们是荣誉（英语：Theirs Is the Glory）》的纪录片，1946年放映。[10]
- 1974年，出版了一部名為《遥远的桥—市場花園作戰》[11]的书。[12][13]
- 1977年，李察·艾登堡禄导演了这部电影。[14]